# Das Duo: Unter Strom
Unter Strom ist ein deutscher Fernsehfilm von Urs Egger aus dem Jahr 2006. Es handelt sich um den 10. Filmbeitrag der ZDF-Kriminalfilmreihe Das Duo.

## Handlung
Lizzy Krüger und Marion Ahrens ermitteln in ihrem zehnten gemeinsamen Fall in dem Todesfall des Werftbesitzers Markus Grube, der durch einen Stromschlag getötet wurde. Offensichtlich ist ein Hauptschalter manipuliert worden. Es finden sich auch gleich zahlreiche Verdächtige: ein Obdachloser, den Markus Grube kürzlich recht rüde vom Werftgelände entfernen musste; sein Bruder, dem er die Frau weggenommen hat; und der undurchsichtige Immobilienspekulant Jost Kupitzki, der auf das Werftgrundstück scharf ist, weil er es zur Komplettierung eines groß angelegten Hafenprojektes benötigt.
Als sich herausstellt, dass die Freundin des Toten nicht nur von der gerade abgeschlossenen Lebensversicherung profitiert, sondern auch Alleinerbin ist, gehört auch sie zur Reihe der Verdächtigen. Auffallend ist dabei, dass  Markus Grube an einem unheilbaren Hirntumor litt und seine Lebenszeit in absehbarer Zeit  geendet hätte, worüber er mit niemandem gesprochen hatte und was sich erst nach der Obduktion herausgestellt hat.
Schon am nächsten Tag wird der Obdachlose tot aufgefunden und Thomas Grube gerät massiv unter Mordverdacht. Er leugnet, irgendetwas mit den beiden Todesfällen zu tun zu haben und nach der Spurenlage könnte er recht haben. Doch er verschlimmert seine Situation, als er aus dem Polizeigewahrsam entweicht. Dass er nur seine Tochter Anna gegen einen Geldeintreiber beschützen wollte, wissen die Kommissarinnen nicht. Sie können ihn schon kurz nach seiner Flucht wieder festnehmen und kommen dahinter, dass Anna Grube den Obdachlosen erstochen hat. Dieser wollte Thomas Grube erpressen, weil er ihn in der Tatnacht auf der Werft gesehen hatte. Aus Angst, dass er tatsächlich etwas gegen ihren Vater in der Hand hatte, war sie mit einem Stielkamm auf den Erpresser losgegangen. Dass dies tödlich enden konnte, war ihr nicht bewusst gewesen.
Kaum ist dieser Mordfall gelöst, wird auf den Immobilienspekulanten Jost Kupitzki ein Sprengstoffanschlag verübt, gerade als er das Werftgelände von Grubes Schwägerin gekauft hatte. Somit gerät erneut Grit Grube in den Fokus der Ermittlungen. Doch schon bald fällt der Verdacht auf den Werftangestellten Ole Pedersen, der von dem Verkauf erfahren hatte und strikt dagegen war. Er hatte sein ganzes Arbeitsleben in der Werft verbracht und sie war für ihn zu einem zweiten Zuhause geworden. Er gibt ohne Umschweife zu, Kupitzki in die Luft gesprengt zu haben.
Bei den Ermittlungen zum Tod von Markus Grube stellt sich am Ende heraus, dass er selbst das Stromkabel manipuliert hatte, um einem langsamen und qualvollen Tod zu entgehen.

## Produktionsnotizen
Unter Strom wurde in Lübeck gedreht und am 6. Mai 2006 um 20:15 Uhr im ZDF erstausgestrahlt.

## Kritik
Tilmann P. Gangloff meinte bei tittelbach.tv anerkennend: „Was hölzern und dramaturgisch vermeintlich stereotyp beginnt, entwickelt sich zu einem durchaus sehenswerten ZDF-Krimi um die Lübecker Kommissarinnen Lizzy Krüger und Marion Ahrens. Ralf Löhnhardts Handlungsidee besitzt Qualität: Hinter jedem Todesfall steckt ein anderer Täter.“
Bei Quotenmeter.de wertete Manuel Weis: „Der Autor, Ralf Löhnhart, hat es verstanden, den eigentlichen Fall – die Ermordung Markus Grubes - und die unfreiwillig witzigen Zustände Viktor Ahrens’ unter einen Hut zu bringen, ohne dass sie sich gegenseitig blockieren. Ahrens Ängste lockern den Handlungsstrang auf, nerven aber keineswegs – im Gegenteil sind sie ein bereichernder Teil des 90-Minüters. Die Ermittlungen selbst verlaufen zumeist gradlinig. Dennoch kommt wie bei so manchem Krimi-Spielfilm nach etwa einer halben Stunde kurzzeitig Langeweile auf. Nach der Halbzeit gewinnt der Plot jedoch wieder an Fahrt steigert am Schluss die Spannung mit unvorhersehbaren Wendungen.“
Die Kritiker der Fernsehzeitschrift TV Spielfilm zeigte den Daumen nach oben und befanden: „Story und Besetzung sind hanseatisch gut“.